# Hubert Ferenc
Hubert Ferenc (Pozsony, 1743. február 1. – Pozsony, 1800. június 22.) bölcseleti és teológiai doktor, apát-kanonok.

## Élete
A bölcseletet 1763-ban Nagyszombatban, a teológiát 1765-66-ban Bécsben hallgatta. Fölszenteltetvén, 1769-ben viceprefektus lett a bécsi Pazmanaeumban, 1773-ban pedig az ágazatos hittan tanára Nagyszombatban (1775-ben dékán volt), azután Budán (1782-ben rektor volt) és Pozsonyban. 1783. december 9-én pozsonyi, 1796. szeptember 28-án esztergomi kanonokká neveztetett ki (1791-ben a Szent Benedekről címzett apátságot nyerte). 1799. november 1-től a pozsonyi papnevelő-intézet igazgatója volt.

## Munkája
- Theologiae dogmaticae in systema, quod apud regiam universitatem Budensem. ac universim omnes per i. reg. Hungariae, provinciasque eidem adnexas scholas theologicas obtinet, redactae volumen I. Pars I. De eo, ut is unus est in natura. Pars 2. De eo, ut is in personis trinus est. Budae, 1783